# Alfredo Giovine
Alfredo Giovine (né le 2 avril 1907 à Bari et mort dans la même ville le 25 août 1995) est un écrivain italien.